# Nadine Velazquez
Nadine E. Velazquez (Chicago, 20 novembre 1978) è un'attrice e modella statunitense.

## Biografia
Di origine portoricana, la Velazquez è nata a Chicago, Illinois. Ha frequentato la Notre Dame High School for Girls e ha una laurea in marketing.
Al pubblico televisivo è nota principalmente per il ruolo di Catalina Aruca nella serie televisiva My Name Is Earl e per quello di Sofia Ruxin nella sitcom The League. Nel 2008, ha recitato il ruolo di Lola nel film per la televisione Husband for Hire.
Sul grande schermo si è fatta notare nel film Rogue - Il solitario con Jet Li e Jason Statham, dove ha interpretato il personaggio di Maria Chang. Successivamente ha preso parte ai film Flight con Denzel Washington e Snitch - L'infiltrato con Dwayne Johnson.
È stata sposata con l'agente cinematografico Marc Provissiero dal 2005 al 2012. Nel 2006 viene inserita al 39º posto nella classifica annuale Hot 100 List della rivista statunitense Maxim.

## Filmografia parziale

### Cinema
- Chasing Papi, regia di Reggie Rock Bythewood (2003)
- Biker Boyz, regia di Linda Mendoza (2003)
- Blast, regia di Anthony Hickox (2004)
- Il potere dei sogni (Sueño), regia di Renée Chabria (2005)
- Rogue - Il solitario (War), regia di Philip G. Atwell (2007)
- All's Faire in Love (Ye Olde Times), regia di Scott Marshall (2009)
- A Day in the Life, regia di Sticky Fingaz (2009)
- Byron, regia di Yolande Geralds – cortometraggio (2010)
- PSA: An Important Message from Women EVERYWHERE, regia di Heath Cullens – cortometraggio (2010)
- Flight, regia di Robert Zemeckis (2012)
- Snitch - L'infiltrato (Snitch), regia di Ric Roman Waugh (2013)
- Sister, regia di David Lascher (2014)
- Un poliziotto ancora in prova (Ride Along 2), regia di Tim Story (2016)
- The Charnel House, regia di Craig Moss (2016)
- The Bounce Back - I passi dell'amore (The Bounce Back), regia di Youssef Delara (2016)
- Triple Trouble (Sharon 1.2.3.), regia di Mark Brown (2018)
- Discarnate, regia di Mario Sorrenti (2018)
- A World Away, regia di Mark Blanchard (2019)

### Televisione
- Beautiful – soap opera, puntata 4155 (2003)
- Entourage – serie TV, episodio 1x08 (2004)
- The Last Ride, regia di Guy Norman Bee – film TV (2004)
- Hollywood Vice, regia di Adam Ripp – film TV (2005)
- Cacciatori di zombi (House of the Dead 2), regia di Michael Hurst – film TV (2005)
- Las Vegas – serie TV, episodio 3x09 (2005)
- My Name Is Earl – serie TV, 81 episodi (2005-2009)
- I re di South Beach (Kings of South Beach), regia di Tim Hunter – film TV (2007)
- Husband for Hire, regia di Kris Isacsson – film TV (2008)
- Larry the Cable Guy's Star-Studded Christmas Extravaganza, regia di Ryan Polito – special TV (2008)
- CSI: NY – serie TV, episodio 6x04 (2009)
- The League – serie TV, 26 episodi (2009-2015)
- Provaci ancora Gary (Gary Unmarried) – serie TV, episodio 2x07 (2009)
- Scrubs - Medici ai primi ferri (Scrubs) – serie TV, episodio 9x10 (2010)
- CSI: Miami – serie TV, episodio 9x02 (2010)
- Hawaii Five-0 – serie TV, episodio 1x06 (2010)
- Charlie's Angels – serie TV, episodio 1x01 (2011)
- Hart of Dixie – serie TV, 6 episodi (2011-2012)
- Aiutami Hope! (Raising Hope) – serie TV, episodio 3x19 (2013)
- Arrested Development - Ti presento i miei (Arrested Development) – serie TV, episodio 4x13 (2013)
- Major Crimes – serie TV, 18 episodi (2013-2015, 2017)
- Killer Women – serie TV, episodio 1x01 (2014)
- The Exes – serie TV, episodio 4x01 (2014)
- Z Nation – serie TV, episodio 3x11 (2016)
- Six – serie TV, 18 episodi (2017-2018)
- The Guest Book – serie TV, episodio 2x07 (2018)
- Queens - Regine dell'hip hop (Queens) – serie TV, 13 episodi (2021-2022)

## Doppiatrici italiane
Nelle versioni in italiano dei suoi film, Nadine Velazquez è stata doppiata da:
- Perla Liberatori in The League, Provaci ancora Gary
- Rossella Acerbo in Hart of Dixie, Major Crimes
- Daniela Calò in My Name Is Earl
- Francesca Guadagno in Rogue - Il solitario
- Francesca Fiorentini in Scrubs - Medici ai primi ferri
- Stella Gasparri in Hawaii Five-0
- Sabrina Duranti in CSI: Miami
- Barbara De Bortoli in Flight
- Chiara Gioncardi in Snitch - L'infiltrato
- Alessia Amendola in Killer Women